# Domenico Fioravanti
Domenico Fioravanti (n. 31 mai 1977, Novara, Italia) este un înotător italian, medaliat olimpic. A participat la o ediție a Jocurilor Olimpice (2000) în care a câștigat două medalii de aur.